# ماریس میر
ماریس میر (استونیایی: Maaris Meier؛ زادهٔ ۲۲ فوریهٔ ۱۹۸۳) دوچرخه‌سوار اهل استونی است.
وی در مسابقات کشوری و بین‌المللی در مجموع برندهٔ ۱ مدال نقره شده‌است. وی در بازی‌های المپیک تابستانی ۲۰۰۴ شرکت کرده است.